# Schleimköpfe
Die Untergattung der Schleimköpfe (Phlegmacium) wird aufgrund der Stielform in zwei Gruppen unterteilt. Neben den Schleimköpfen umfasst die Untergattung – nach den meisten Autoren – auch die ehemalige Untergattung der Klumpfüße (Bulbopodium). Die Pilze aus beiden Gruppen gehören zu der Gattung Schleierlinge (Cortinarius).
Es handelt sich um mittlere bis sehr große Arten. Wichtigste makroskopische Merkmale sind bei den Schleimköpfen der trockene Stiel und die meist schleimige Hutoberfläche; die Klumpfüße besitzen am unteren Stielende zudem meist eine stark ausgeprägte, oftmals deutlich gerandete Knolle. 
Wenn sich die Hüte der Pilze öffnen, ist zwischen Stiel und Hutrand der charakteristische Haarschleier, die Cortina, zu erkennen. Bei zunehmender Fruchtkörperentwicklung bleibt von der Cortina nur ein kragenartiger Rest am oberen Stielteil zurück, der von den herabfallenden Sporen deutlich rostbraun gefärbt wird. Das Velum universale – eine Hülle, die ganz junge Fruchtkörper vollständig umschließt – hinterlässt auf dem Hut, am Hutrand und am unteren Stielteil oftmals typische Reste.

## Beschreibung
- Der Hut ist bei feuchtem Wetter schmierig oder, wenn der Hut trocken scheint, dann hat braune oder violettliche Farben und das Fleisch reagiert mit Lauge (KOH oder NH3) mit gelber bis gelbbrauner Farbreaktion. Die Phlegmacien treten oft mit lebhaften Farben (blau, rot, gelb, grün, braun, weißlich etc.) auf. Der Hut erreicht 3–20 cm, ist sehr fleischig und in ausgewachsenem Zustand mehr oder weniger weit aufgeschirmt.
- Stets mit Schleier (Cortina), in frühen Entwicklungsstadien existiert stets ein Velum universale (nie verschleimend!), später schwindend.
- Der Stiel ist trocken, mehr oder weniger gleichmäßig dick, keulig oder mit knolliger bis gerandet-knolliger Basis. Die Oberfläche des Stiels ist glatt bis seidig-faserig, seltener genattert bis schuppig-gegürtelt.
- Bei jüngeren Pilzen gibt es je nach Art unterschiedlich gefärbte Lamellen. Das Spektrum reicht von blass tonfarben, gelb, gelbgrün sowie lila, graublau oder blauviolett bis violett gefärbten Lamellen. Die reifen, ausgebuchtet angewachsenen Lamellen werden durch das rostbraune Sporenpulver ebenfalls ocker- bis rostbraun gefärbt.

### Mikroskopische Merkmale
- Die Sporen sind meist warzig, mandel- bis zitronenförmig, seltener spindelig oder rundlich.
- Zystiden treten selten auf.

## Vorkommen
Die Schleimköpfe wachsen vorwiegend im Herbst und wie alle Schleierlinge stets auf Erde, aber immer in Verbindung mit Bäumen, da sie obligate Mykorrhiza-Pilze sind.

## Speisewert
Wer eine sichere Bestimmung vornehmen kann, findet in dieser Gruppe neben äußerst giftigen und vielen ungenießbaren Arten sowie Arten mit verdächtigem Speisewert auch einige ergiebige Speisepilze, so etwa den einzigen in der Schweiz als Marktpilz zugelassenen Haarschleierling, die Schleiereule (Cortinarius praestans).

## Systematik
Wegen der Stielform wird die Untergattung in zwei größere Gruppen eingeteilt, in Schleimköpfe und Klumpfüße. Die Schleimköpfe haben einen zylindrischen bis keulig verdickten Stiel, die Klumpfüße besitzen eine knollige, zum Teil auch eine gerandet knollige Stielbasis.
Für die weitere makroskopische Bestimmung der Art ist die Farbe von Lamellen und Haarschleier an jungen Fruchtkörpern von großer Bedeutung. Zur weiteren Unterscheidung werden Hut- und Stielfarbe, Oberfläche von Hut und Stiel, Farbänderungen des Fleisches oder der Huthaut bei Kontakt mit Laugen (Kalilauge oder Ammoniak) herangezogen. Auch der Kontakt zu bestimmten Bäumen hilft bei der Unterscheidung der Arten.
Die Unterteilung nach Sektionen (+ Beispielart) erfolgt modifiziert nach Bon (1988):
Schleimköpfe (Phlegmacium):
- Sektion: Elastici
  - Bitterer Schleimkopf (Cortinarius infractus)
- Sektion: Phlegmacium
  - Weißgestiefelter Schleimkopf (Cortinarius claricolor)
- Sektion: Triumphantes
  - Gelbgestiefelter Schleimkopf (Cortinarius triumphans)
- Sektion: Percomes
  - Würziger Schleimkopf (Cortinarius percomis)
- Sektion: Variecolores
  - Schleiereule oder Blaugestiefelter Schleimkopf (Cortinarius praestans)

Klumpfüße (Bulbopodium):
- Sektion: Leucophylli
  - Sägeblättriger Klumpfuß (Cortinarius multiformis)
- Sektion: Virentophylli
  - Violettroter Klumpfuß (Cortinarius rufoolivaceus)
- Sektion: Xanthophylli
  - Prächtiger Klumpfuß (Cortinarius elegantissimus)
- Sektion: Cyanophylli
  - Purpurfleckender Klumpfuß (Cortinarius purpurascens)

## Bilder von Schleimköpfen

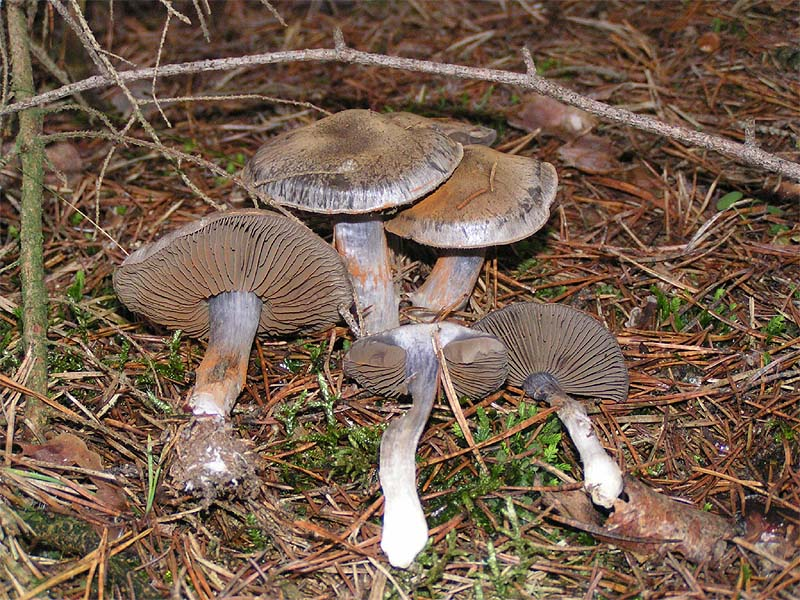
Bitterer Schleimkopf (Cortinarius infractus)
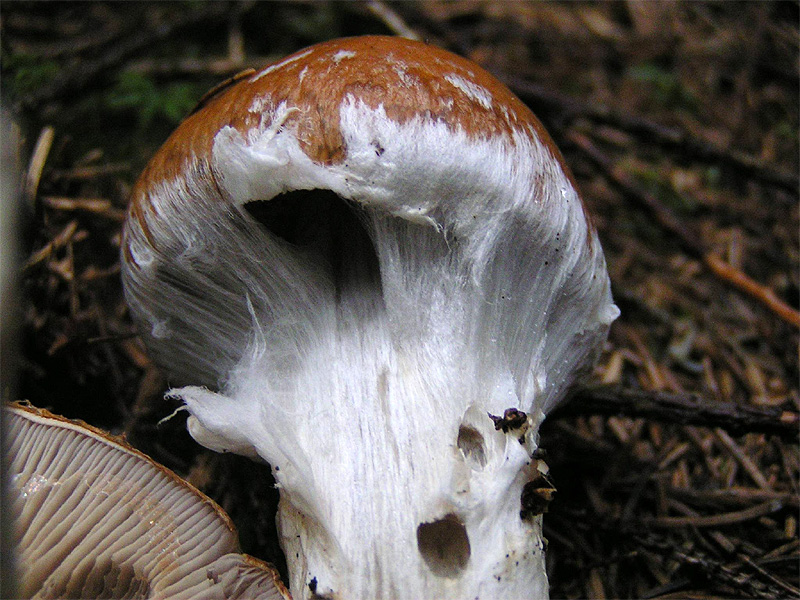
Weißgestiefelter Schleimkopf (Cortinarius claricolor)
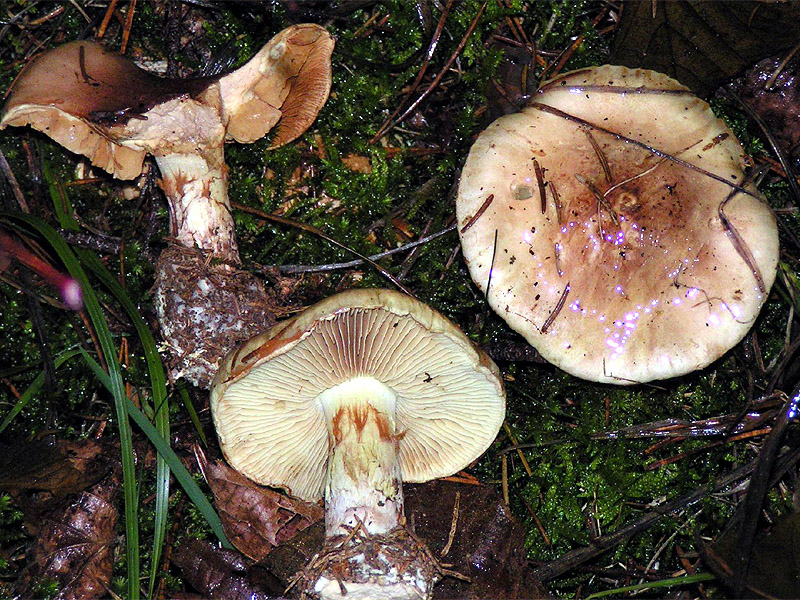
Würziger Schleimkopf (Cortinarius percomis)
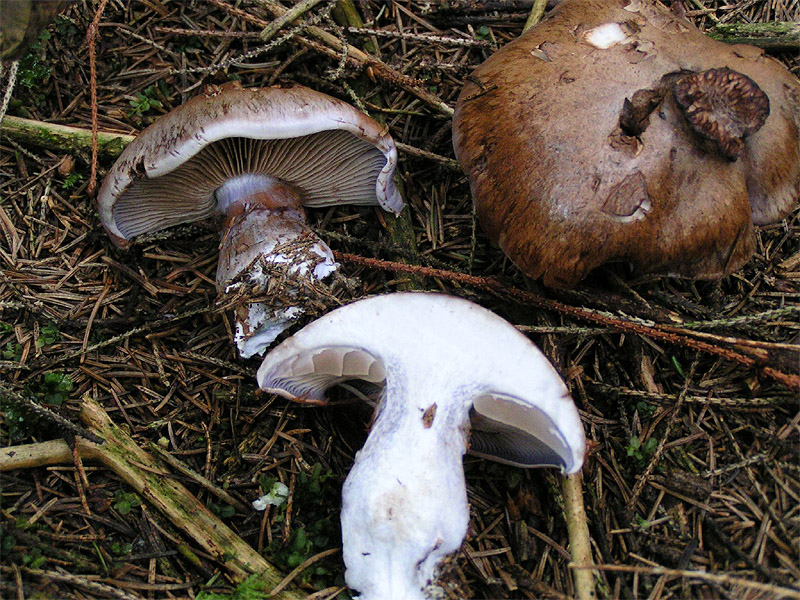
Erdigriechender Schleimkopf (Cortinarius variecolor)